# دالاس وليامز
دالاس وليامز (بالإنجليزية: Dallas Williams)‏ هو لاعب كرة قاعدة أمريكي، ولد في 28 فبراير 1958 في بروكلين في الولايات المتحدة.

## وصلات خارجية
- دالاس وليامز على موقع الدوري الياباني لكرة القاعدة (الإنجليزية)
- دالاس وليامز على موقعبيزبول رفرنس.كوم (الدوري الرئيسي) (الإنجليزية)
- دالاس وليامز على موقعبيزبول رفرنس.كوم (الدوري الثانوي) (الإنجليزية)
- دالاس وليامز على موقع إي إس بي إن.كوم (أم.أل.بي) (الإنجليزية)
- دالاس وليامز على موقع مشجعي الرسوم البيانية (الإنجليزية)